# Инагава, Куруми
Куруми Инагава (яп. 稲 川 くるみ; англ. Kurumi Inagawa; род. 17 апреля 1999 года, Япония) — японская конькобежка, чемпионка Японии и 2-кратная призёр, 2-кратная рекордсменка Японии, чемпионка и серебряный призёр чемпионата четырёх континентов. Выступает за команду "Kobundo International Co., Ltd".

## Биография
Куруми Инагава начала кататься на коньках в возрасте 3-х лет в Макубецу, пойдя по стопам своей старшей сестры. В возрасте 6 лет, когда училась в первом классе начальной школы занялась конькобежным спортом. С 11 лет участвовала в соревнованиях среди юниоров на региональном уровне. В 2014 году она заняла 1-е место в забеге на 500 метров на спортивном фестивале средних школ округа  Токати, что стало её первым крупным успехом, а через два года выиграла и чемпионат средних школ префектуры Хоккайдо. 
В сезоне 2016/17 Куруми дебютировала в составе национальной сборной на Кубке мира среди юниоров и сразу выиграла золото в командном спринте. С 2016 года также стала участвовать и на Национальном чемпионате Японии. В декабре 17-го она не смогла квалифицироваться на Олимпийские игры 2018 года и в марте 2018 года на дебютном юниорском чемпионате мира среди юниоров в Солт-Лейк-Сити, где сразу завоевала золотую медаль на дистанции 500 метров. В 2019 году она получила травму спины, и ей потребовалось два месяца на восстановление.
В феврале 2020 года Куруми участвовала на первом чемпионате четырёх континентов в Милуоки, где финишировала на 5-м месте в забегах на 500 и 1000 метров. В октябре она впервые стала бронзовым призёром чемпионата Японии в беге на 500 метров и серебряным в спринтерском многоборье. 8 мая 2021 года получил травму бедра во время тренировочного сбора, и вновь ей потребовалось два месяца на восстановление. Позже заняла 3-е место в беге на 500 метров на Национальном чемпионате и на отборе на олимпиаду 2022 года, не пройдя снова квалификацию. 
В январе 2023 года на зимней Универсиаде в Лейк-Плэсиде заняла 4-е место в забеге на 500 м, а в марте дебютировала на чемпионате мира на отдельных дистанциях в Херенвене, где заняла 10-е место на своей коронной дистанции 500 м. В октябре 2023 года Куруми впервые стала чемпионкой страны на дистанции 500 м, после чего в январе 2024 года на чемпионате четырёх континентов в Солт-Лейк-Сити вместе с партнёршами выиграла золото в командном спринте. В марте на чемпионате мира на отдельных дистанциях в Калгари финишировала 10-й в беге на 500 м и 18-й на 1000 м.
В сезоне 2024/25 она заняла на 500-метровке 2-е места на чемпионате Японии и на чемпионате четырёх континентов в Хатинохе.

## Личная жизнь
Куруми Инагава окончила неполную среднюю школу Сацунай Хигаси в Макубецу, старшую школу Сандзё в Обихиро и в 2022 году Университет Дайто Бунка на факультете наука о спорте. Любит читать и смотреть фильмы.